# Feuchtmayer
Die Feuchtmayer (auch Feuchtmeyer, Feuchtmayr, Feichtmair oder Feichtmayr) waren eine Künstlerfamilie aus Wessobrunn, im 17. und 18. Jahrhundert in Süddeutschland, Tirol und in der Schweiz tätig als Stuckateure, Bildhauer, Maler, Baumeister und Kupferstecher. 
Caspar Feichtmayr (1639–1704[?]) gilt zusammen mit Johann Schmuzer (1642–1701) als Begründer der Wessobrunner Schule. Außerdem: 
- Franz Joseph Feuchtmayer (1660–1718), Bildhauer
  - Joseph Anton Feuchtmayer (1696–1770), Sohn des Franz Joseph, Stuckateur und Bildhauer
- Johann Michael Feuchtmayer der Ältere (1666–1713), Bruder von Franz Joseph
- Michael Feuchtmayer (* 29. September 1667 (Taufe in Wessobrunn),[1] † ?); Sohn von Anton Feuchtmayr und seiner Ehefrau Justina, geborene Finsterwalder[2]; Vater von Franz Xaver d. Ä. und Johann Michael d. J.;
  - Franz Xaver Feuchtmayer der Ältere (1698–1763, oft fälschlich: 1705–1764)
    - Franz Xaver Feuchtmayer der Jüngere (1735–1803), Sohn von Franz Xaver d. Ä., Münchner Hofstuckator

  - Johann Michael Feuchtmayer der Jüngere (1709–1772)
- Johann Caspar Feuchtmayer (1669–vor 1758)[3]
- Magnus Feuchtmayer (1679–?)[4]

Feuchtmayer oder Feuchtmayr, Feichtmair, Feichtmayr ist weiterhin der Familienname folgender Personen:
- Rudolf Feichtmayer (1902–1972), österreichischer Opernsänger
- Sebastian Feichtmair (* 1957), deutscher Hochschullehrer für Internationales Management